# Chromoliet

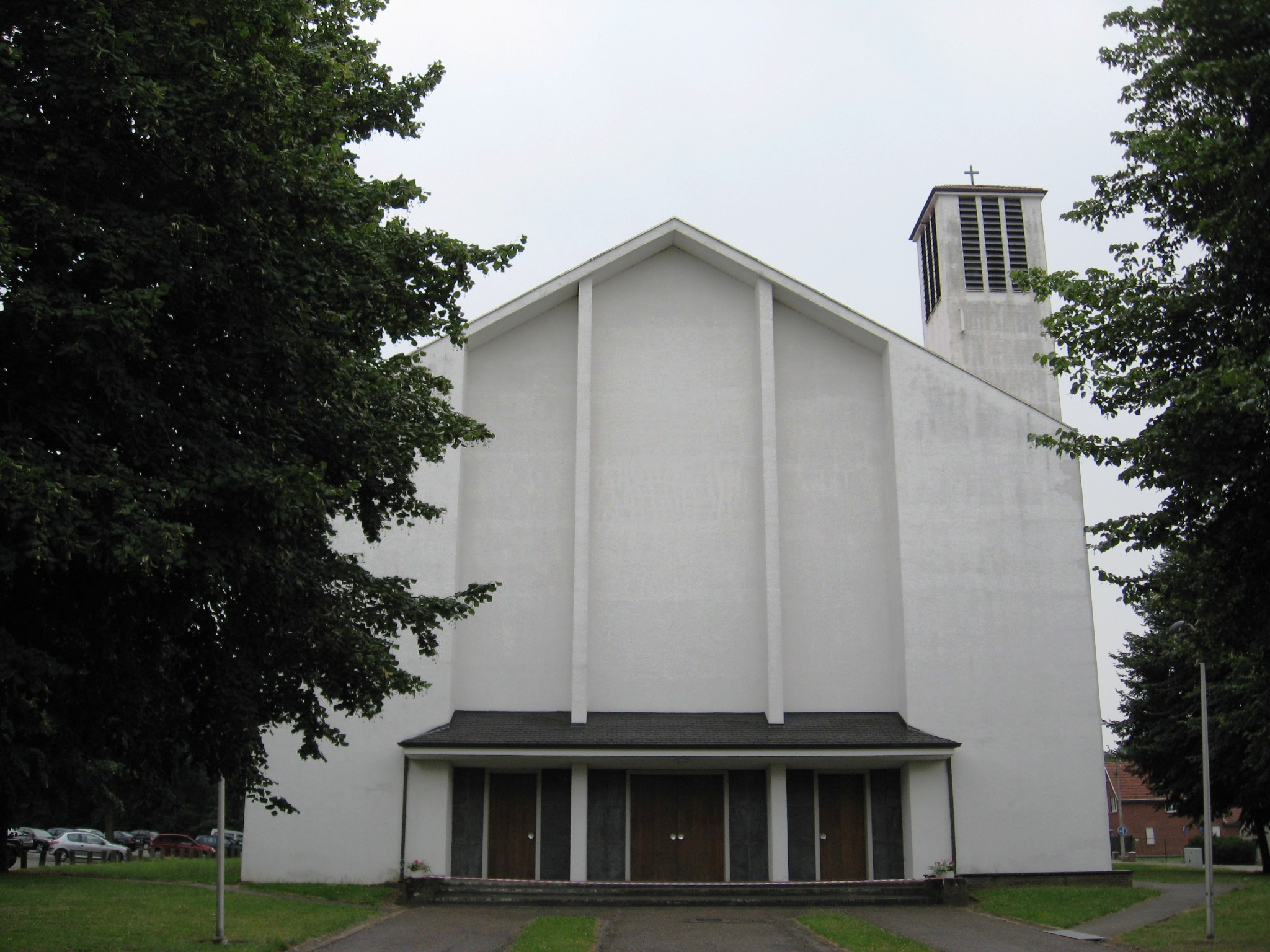
Kerkgebouw, afgewerkt met chromoliet

Chromoliet is een product dat wordt gebruikt ter afwerking van de buitenkant van een bouwwerk.
Het is een product op basis van cement en zand, waaraan additieven en enig plantaardig vet wordt toegevoegd om het waterafstotend te maken. Dit wordt aangebracht op een constructie van beton, die poreus is en aldus het vochtgehalte van het binnenklimaat reguleert.
Chromoliet werd vooral toegepast bij betonsysteembouw, onder meer in de woningbouw tijdens de wederopbouwperiode.